# Borstfly
Borstfly (Thalpophila matura) är en fjärilsart som beskrevs av Hüfnagel 1766. Borstfly ingår i släktet Thalpophila och familjen nattflyn. Enligt den finländska rödlistan är arten nära hotad i Finland. Arten är reproducerande i Sverige. Artens livsmiljö är torra gräsmarker. Inga underarter finns listade i Catalogue of Life.

## Bildgalleri

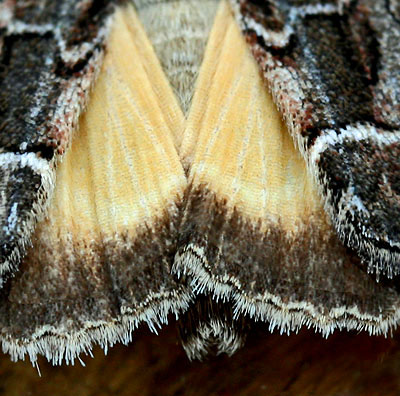
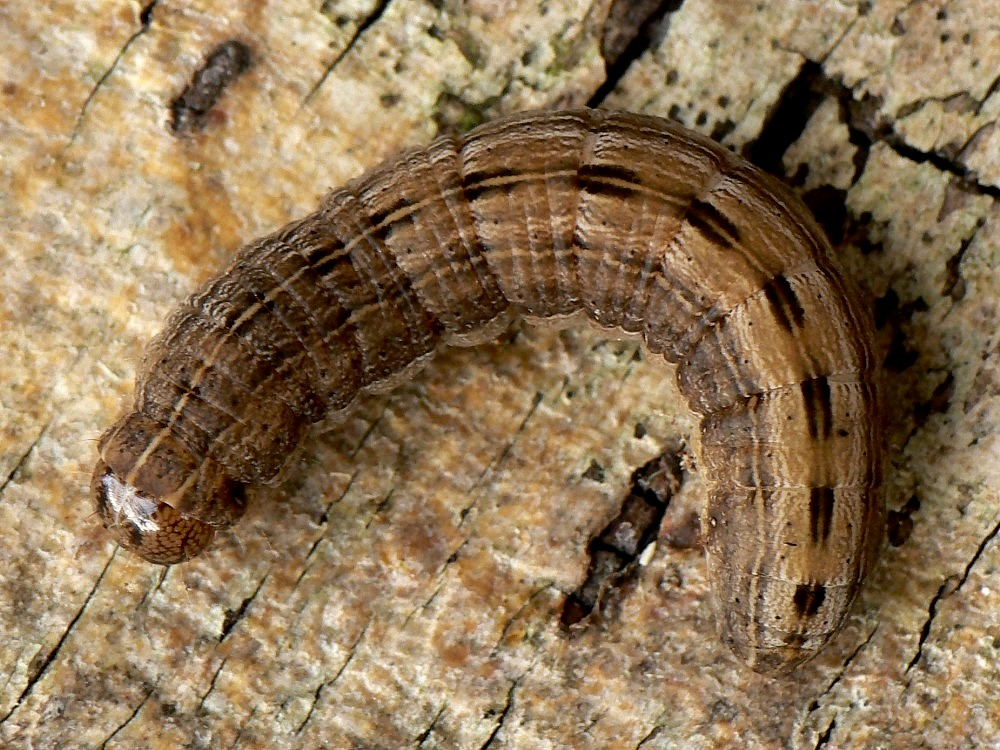